# Vale of Berkeley
Vale of Berkeley är en dal i Storbritannien.   Den ligger i riksdelen England, i den södra delen av landet, 160 km väster om huvudstaden London.